# Vroncourt-la-Côte
Vroncourt-la-Côte é uma comuna francesa na região administrativa da Champanha-Ardenas, no departamento de Haute-Marne. Estende-se por uma área de 4,19 km². Em 2010 a comuna tinha 26 habitantes (densidade: 6,2 hab./km²).